# Adams (Tennessee)
Adams es una ciudad ubicada en el condado de Robertson (EE. UU.) de Tennessee. En el Censo de 2010 tenía una población de 633 habitantes y una densidad poblacional de 91,3 personas por km².

## Geografía
Adams se encuentra ubicada en las coordenadas 36°34′57″N 87°3′46″O / 36.58250, -87.06278. Según la Oficina del Censo de los Estados Unidos, Adams tiene una superficie total de 6.93 km², de la cual 6.93 km² corresponden a tierra firme y (0%) 0 km² es agua.

## Demografía
Según el censo de 2010, había 633 personas residiendo en Adams. La densidad de población era de 91,3 hab./km². De los 633 habitantes, Adams estaba compuesto por el 93.52% blancos, el 3.16% eran afroamericanos, el 0.47% eran amerindios, el 0.95% eran asiáticos, el 0% eran isleños del Pacífico, el 0.63% eran de otras razas y el 1.26% pertenecían a dos o más razas. Del total de la población el 2.53% eran hispanos o latinos de cualquier raza.